# Ceylonthelphusa orthos
Ceylonthelphusa orthos là một loài giáp xác trong họ Parathelphusidae.